# Porcupinychus nicolasi
Porcupinychus nicolasi är en spindeldjursart som beskrevs av Meyer 1987. Porcupinychus nicolasi ingår i släktet Porcupinychus och familjen Tetranychidae. Inga underarter finns listade i Catalogue of Life.